# Hřbitov v Čisté (okres Sokolov)
Zaniklý hřbitov v Čisté (Lauterbach Stadt, Litrbachy, po roce 1945 Čistá), zaniklém městě na Sokolovsku, se nacházel východně od místního kostela svatého Michaela.

## Historie
Starý hřbitov ve městě byl založen okolo kostela svatého Michaela, který stál na náměstí uprostřed města. Když přestal dostačovat, město roku 1862 zakoupilo ve východní části pozemky a založilo zde nový hřbitov. Od kostela k novému hřbitovu vedla později postavená křížová cesta. V letech 1910 – 1913 byl hřbitov rozšířen a získal domek pro hrobníka.

### Po roce 1945
Město i se hřbitovem zaniklo po roce 1949, kdy bylo začleněno do vojenského výcvikového prostoru.

### Po roce 1989
Roku 1997 byl na místě hřbitova vztyčen krásenským rodákem Hartwigem Ruppertem pamětní kříž.